# Atractus poeppigi
Atractus poeppigi е вид змия от семейство Смокообразни (Colubridae). Видът не е застрашен от изчезване.

## Разпространение
Разпространен е в Бразилия (Амазонас), Колумбия и Перу.